# Nanorrhacus luciae
Nanorrhacus luciae är en mångfotingart som först beskrevs av Pocock 1894.  Nanorrhacus luciae ingår i släktet Nanorrhacus och familjen Platyrhacidae. Inga underarter finns listade i Catalogue of Life.